# Лесковский сельсовет (Московская область)
Лесковский сельсовет — упразднённая административно-территориальная единица, существовавшая на территории Московской губернии и Московской области до 1990 года.
Лесковский сельсовет был образован в первые годы советской власти. По данным 1923 года он входил в состав Поминовской волости Егорьевского уезда Московской губернии.
В 1925 году Лесковский с/с был упразднён, но уже в 1926 году восстановлен.
По данным 1926 года сельсовет включал село Лесково, деревни Горки, Екимовская, Лесково, Федотиха и Чадлево.
В 1929 году Лесковский с/с был отнесён к Егорьевскому району Орехово-Зуевского округа Московской области.
17 июля 1939 года к Лесковскому с/с были присоединены Горковский (селения Горки и Шатур) и Денисихинский (селения Денисиха, Малое Гридино и Старовасилёво) с/с.
1 февраля 1963 года Егорьевский район был упразднён и Лесковский с/с вошёл в Егорьевский сельский район. 11 января 1965 года Лесковский с/с был передан в восстановленный Егорьевский район.
19 октября 1990 года Лесковский с/с был упразднён. При этом его территория была передана в Саввинский с/с.